# NGC 3135
NGC 3135 في الفهرس العام الجديد، هي مجرة، تقع في كوكبة الدب الأكبر. اكتشفت في 19 مارس 1828 بواسطة جون هيرشل.

## روابط خارجية
- NGC 3135 على موقع ويكي سكاي: DSS2, SDSS, GALEX, IRAS, Hydrogen α, X-Ray, Astrophoto, Sky Map, Articles and images